# Trogus vetus
Trogus vetus är en stekelart som beskrevs av Charles Thomas Brues 1910. Trogus vetus ingår i släktet Trogus och familjen brokparasitsteklar. Inga underarter finns listade i Catalogue of Life.